# Macrodasys hexadactylus
Macrodasys hexadactylus är en djurart som tillhör fylumet bukhårsdjur, och som beskrevs av Rao 1970. Macrodasys hexadactylus ingår i släktet Macrodasys och familjen Macrodasyidae.
Artens utbredningsområde är Indiska oceanen. Inga underarter finns listade i Catalogue of Life.